# Eilema nankingica
Eilema nankingica là một loài bướm đêm thuộc phân họ Arctiinae, họ Erebidae.